# Tarte à la farlouche
La tarte à la farlouche ou ferlouche est une pâtisserie sucrée du Québec. Les origines de la tarte à la farlouche se situent vers 1660. Elle est connue aussi sous le nom de « tarte au mincemeat » puisque ce plat quasi identique britannique a été introduit au XVIIIe siècle après que la Nouvelle-France (ancien nom du Québec) ait été transférée de la France à la Grande-Bretagne (traité de Paris 1763).

## Description
Tarte dont la garniture est faite de raisins secs, de mélasse et de cassonade.